# Runy
Runy (alfabet runiczny) – alfabet używany przez ludy germańskie, zwany przez nich fuþark. Niekiedy nazwę „runy” odnosi się także do systemów piśmienniczych stosowanych przez ludy tureckie, takich jak alfabet orchoński oraz rowasz Madziarów. Używany również w obrzędach magicznych.

Fuþark starszy – transliteracja

Fuþark młodszy w dwóch odmianach: u góry – duńskiej, u dołu – szwedzko-norweskiej

Fuþark starszy – powiększenie

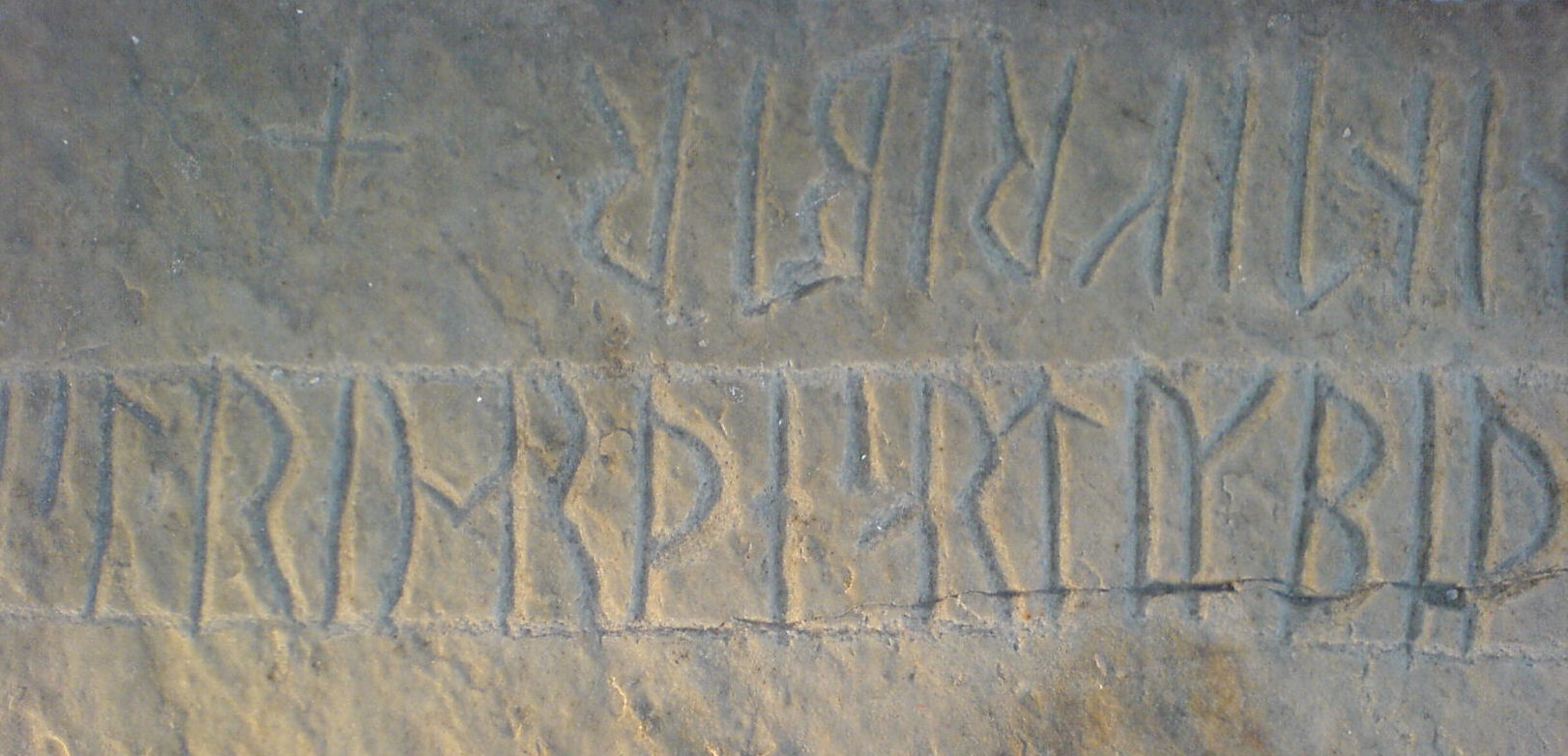
Fragment kamienia runicznego ze zbiorów Uniwersytetu w Oslo

## Historia i pochodzenie
Według wierzeń nordyckich runy podarował ludziom bóg Odyn. Nauczał ich także Reg, inaczej zwany Heimdall.
Najstarszy znany zapis runiczny pochodzi z drugiej połowy II wieku. Przedmioty z napisami runicznymi pochodzącymi z tego przedziału chronologicznego, np. miecze, groty, grzebienie, sprzączki, tabliczki odnaleziono na stanowiskach bagiennych w Vimose i Illemose na wyspie Fionia oraz grot z zadziorami pochodzący z Øvre Stabu w Norwegii.
W Polsce najstarszym znaleziskiem zapisów runicznych jest odkryty w Rozwadowie nad Sanem grot włóczni z zadziorami datowany na schyłek III w. n.e., na którym utrwalony został napis w brzmieniu KRLUS. Inny odkryty w 1858 o podobnych znamionach pochodzi z Wołynia. Ten i jemu podobne zapisy są bardzo krótkie w zapisie i trudne do przetłumaczenia. Do ok. 650 r. stosowano fuþark starszy nazwany tak od pierwszych sześciu run: F – U – Þ – A – R – K → (zobacz rycinę obok), liczący 24 znaki. Później alfabet runiczny zaczął się różnicować: w Norwegii i Szkocji używano fuþarku z 16 lub 19 runami, natomiast w Anglii rozwinął się alfabet fuþork w różnych odmianach, z 24, 28 lub nawet 31 runami. Zmiana nazwy wiąże się ze zmianą czwartej litery runicznej. Runami zapisywano głównie języki germańskie, choć odnaleziono kilka zapisów po łacinie. 
Przestano ich używać około roku 1000, jedynie w Skandynawii przetrwały jeszcze kilka wieków. Ostatnim miejscem, gdzie używano run jako zwykłego pisma była Dalarna w Szwecji. Nauczano ich tam w szkołach jeszcze na początku XX wieku. Nawet tam wyparł je alfabet łaciński.
Najprawdopodobniej alfabet ten został zapożyczony od ludów północnej Italii (alfabet alpejski). Niektórzy badacze zwracają uwagę na jego powiązania z alfabetem fenickim oraz innymi pochodzącymi od niego. Sugerowano również związek z pismem greckim, zauważając, że runy starszego fuþarku częściowo odpowiadają zarówno graficznie jak i fonetycznie odpowiednim literom tego alfabetu:
- Fehu = Digamma
- Uruz = Ipsylon
- Þurisaz = Delta
- Ansuz = Alfa
- Raido = Rho
- Kaunan = Gamma
- Gebo = Chi
- Wunjo = Digamma
- Haglaz = Heta
- Naudiz = Ny
- Isaz = Jota
- Jeran = Jot
- Ïhwaz = Jot
- Pertho = Pi
- Algiz = Sampi
- Sowilo = Sigma
- Tiwaz = Tau
- Berkanan = Beta
- Ehwaz = Epsilon
- Mannaz = My
- Laguz = Lambda
- Iŋwaz = Koppa
- Dagaz = Delta
- Othalan = Omega

Jednak w porównaniu z okrągłym kształtem liter alfabetu greckiego kształt run starszego fuþarku jest kanciasty (głównie proste linie, mało łuków). Także kolejność liter greckich i run starszego fuþarku jest inna.
Runy były używane do zapisu krótkich inskrypcji w drewnie, metalu czy na kamieniach runicznych. Kształt liter tego alfabetu ułatwiał zapis na takich powierzchniach.
Do run, oprócz ich znaczenia fonetycznego, było także przypisane dodatkowe, słowne znaczenie. Na przykład runa þ (th) oznaczała w fuþarku, tyle co þurisaz (olbrzym).

## Runy w kulturze popularnej
Runy pojawiają się często w literaturze fantasy.
Własny alfabet runiczny cirth zawarł w swej twórczości angielski pisarz J.R.R. Tolkien. Niektóre znaki są inspirowane fuþarkiem.
W „Cyklu demonicznym” runy są używane do ochrony przed otchłańcami − rodzajem demonów.

## Pseudonauka
Według zwolenników New Age runy są symbolami działającymi na zasadzie „promieniowania kształtów”. Każdy symbol przywołuje subtelne energie ze świata ducha i z kosmosu. Według innych runy wywierają wpływ na podświadomość, aktywując siły psychiczne, które są ukryte pod progiem świadomości. Ponadto współcześnie runy są używane przez niektóre osoby m.in. do kształtowania osobowości (tzn. wzmacniania pewnych cech adepta i eliminowania innych, jak lęk, strach itp.). Takie działanie nie zostało to jednak w żaden sposób potwierdzone przez naukę. 

## Magiczne zastosowanie run
Społeczeństwa skandynawskie wierzyły, że runy mogą mieć magiczną moc. W norweskich opowieściach występują ludzie, którzy dzięki magicznej mocy runów chcą wygrać bitwę, wpłynąć na pogodę czy wzbudzić miłość. Wg jednej z opowieści runy są w stanie przywrócić do życia powieszonego człowieka. W  sadze o Egilu pojawia się wątek chorej kobiety, którą leczyć mają runy wyryte na kości wieloryba. Runy są jednak niewłaściwe, więc Egil musi je poprawić. 
Zachowały się przedmioty, z inskrypcjami runicznymi, których treść inskrypcji może wskazywać na zastosowanie magiczne. Takim przykładem jest amulet z rybiej ości z miejscowości Lindholm w Szwecji. Inskrypcja zawiera powtórzenia znaków wskazujące na funkcje magiczne. Tego typu inskrypcje mogą znajdować też na miejscach pochówków, gdzie przykładowo miały zapewnić ochronę przed umarłym.